# Girona-Costa Brava Airport
Girona-Costa Brava Airport (catalansk: Aeroport de Girona-Costa Brava, spansk: Aeropuerto de Gerona-Costa Brava) er en af Barcelonas tre største lufthavne.
Den ligger ved Girona, 74 km eller omkring halvanden times kørsel nord for Barcelonas centrum. Lufthavnen betjener mest lavprisselskaber, hovedsageligt Ryanair.
41°54′00″N 2°46′00″Ø / 41.90000°N 2.76667°Ø
Lufthavnen blev bygget i 1965, men adskilte sig kun i ubetydelig passagertrafik. I begyndelsen af 2000'erne steg passagertrafikken kraftigt på grund af lavprisflyselskabet Ryanairs beslutning om at gøre Girona lufthavn til en af dens hubs. I løbet af de seneste seks år er antallet af transporterede passagerer steget mere end 10 gange - fra 557.000 i 2002 til 5.510.970 i 2008.
Girona Lufthavn bruges ofte som et alternativ til Barcelona Lufthavn, da den ligger 74 km nord for Barcelona. Barcelona kan nås direkte med bus eller taxa, eller med tog fra Girona Station.
- Wikimedia Commons har flere filer relateret til Girona-Costa Brava Airport